# Округ принца Георга (Меріленд)
Шаблон:StateAbbr_ 38°50′ пн. ш. 76°51′ зх. д. / 38.83° пн. ш. 76.85° зх. д.
Графство принца Георга (англ. Prince George's County) — округ у штаті Меріленд, США. Ідентифікатор округу 24033.

## Історія
Округ утворений 1696 року.

## Демографія
За даними перепису 2000 року загальне населення округу становило 801515 осіб, зокрема міського населення було 780863, а сільського — 20652. Серед мешканців округу чоловіків було 383050, а жінок — 418465. В окрузі було 286610 домогосподарств, 198066 родин, які мешкали в 302378 будинках. Середній розмір родини становив 3,25.
Віковий розподіл населення поданий у таблиці:
| Стать    | До 15 років | 15-21 | 22-29 | 30-39 | 40-49 | 50-65 | 65-85 | Понад 85 |
| -------- | ----------- | ----- | ----- | ----- | ----- | ----- | ----- | -------- |
| Чоловіки | 92875       | 42204 | 45354 | 64770 | 57446 | 54904 | 24008 | 1489     |
| Жінки    | 88893       | 40218 | 48401 | 73206 | 67250 | 64043 | 32257 | 4197     |

## Суміжні округи
- Говард — північ
- Енн-Арундел — схід
- Калверт — південний схід
- Чарлз — південь
- Ферфакс, Вірджинія — південний захід
- Александрія, Вірджинія — південний захід
- Вашингтон, округ Колу́мбія — захід
- Монтгомері — північний захід

## Виноски
1. ↑  PRINCE GEORGE'S COUNTY, MARYLAND : HISTORICAL CHRONOLOGY — Annapolis: MSA, 1895. — ISSN 0094-4491
2. ↑  An Act for the Division and Regulating Severall Countys within this Province and Constituting a County by the name of Prince Georges County within the same Province // Proceedings and Acts of the General Assembly, 1693-1697 — Т. 19. — С. 212.
3. ↑  U.S. Decennial Census. United States Census Bureau. Архів оригіналу за 26 квітня 2015. Процитовано 12 вересня 2014.
4. ↑  Historical Census Browser. University of Virginia Library. Архів оригіналу за 11 серпня 2012. Процитовано 12 вересня 2014.
5. ↑  Population of Counties by Decennial Census: 1900 to 1990. United States Census Bureau. Архів оригіналу за 31 жовтня 2014. Процитовано 12 вересня 2014.
6. ↑  Census 2000 PHC-T-4. Ranking Tables for Counties: 1990 and 2000 (PDF). United States Census Bureau. Архів оригіналу (PDF) за 18 грудня 2014. Процитовано 12 вересня 2014.
7. ↑  State & County QuickFacts. United States Census Bureau. Архів оригіналу за 3 липня 2001. Процитовано 24 серпня 2013.(англ.) Наведено за англійською вікіпедією.
8. ↑  American FactFinder. Бюро перепису населення США. Архів оригіналу за 21 травня 2008. Процитовано 31 січня 2008.

| США | Це незавершена стаття з географії США. Ви можете допомогти проєкту, виправивши або дописавши її. |